# Stargard Gubiński
Stargard Gubiński (niem. Stargardt, łuż. Stary Grod) – wieś w Polsce położona w województwie lubuskim, w powiecie krośnieńskim, w gminie Gubin. Położona nad rzeką Lubsza przy drodze nr 287 i nieczynnej linii kolejowej Gubin – Lubsko.
W latach 1973–1976 miejscowość była siedzibą gminy Stargard Gubiński. W latach 1975–1998 miejscowość administracyjnie należała do województwa zielonogórskiego.

## Historia
Niewiele się zmieniała przez wieki nazwa wsi. W 1357 roku była znana jako Stargrad, w 1393 zmieniła się na Stargard, w 1452 jako Stargrade, aby od 1527 powrócić do nazwy Stargard („Stary Gród”). Pierwszym właścicielem wioski był mieszkaniec Gubina Zache, a później do 1848 roku należała do majątku w Grabicach. W 1485 roku powstał we wsi pierwszy kościół. Obecną budowlę wzniesiono z kamieni w pierwszej połowie XVIII wieku, stawiając przy niej drewnianą dzwonnicę. Nieremontowany kościół zaczął niszczeć, a nawet wydano ekspertyzę o jego rozbiórce. Burza i silny wiatr, który przeszedł 13 lutego 1997 roku nad wsią dopełnił zniszczenia. W 2001 roku ówczesny proboszcz i mieszkańcy odrestaurowali świątynię, upamiętniając to wydarzenie tablicą w dwóch językach. Do wsi należał w XIX wieku folwark oraz młyn wodny przy Lubszy.
W 1945 roku wieś zasiedlili repatrianci z Bukowiny (dzisiejszej Rumunii)
Od 1954 roku mieściła się we wsi Gromadzka Rada Narodowa, a następnie po zniesieniu powiatu gubińskiego weszła w skład powiatu lubskiego. Istniało tu do 1956 roku Rolnicze Zrzeszenie Spółdzielcze im. Karola Świerczewskiego, a w 1969 roku było kółko rolnicze. Utworzono we wsi w 1999 roku SPZOZ z filiami w Chlebowie, Grabicach, Polu i Strzegowie.
Wieś w 1988 roku zamieszkiwało 217 osób, w 1993 roku 181, a w 2000 199 osób. Od 2004 roku wieś posiada sieć wodną.

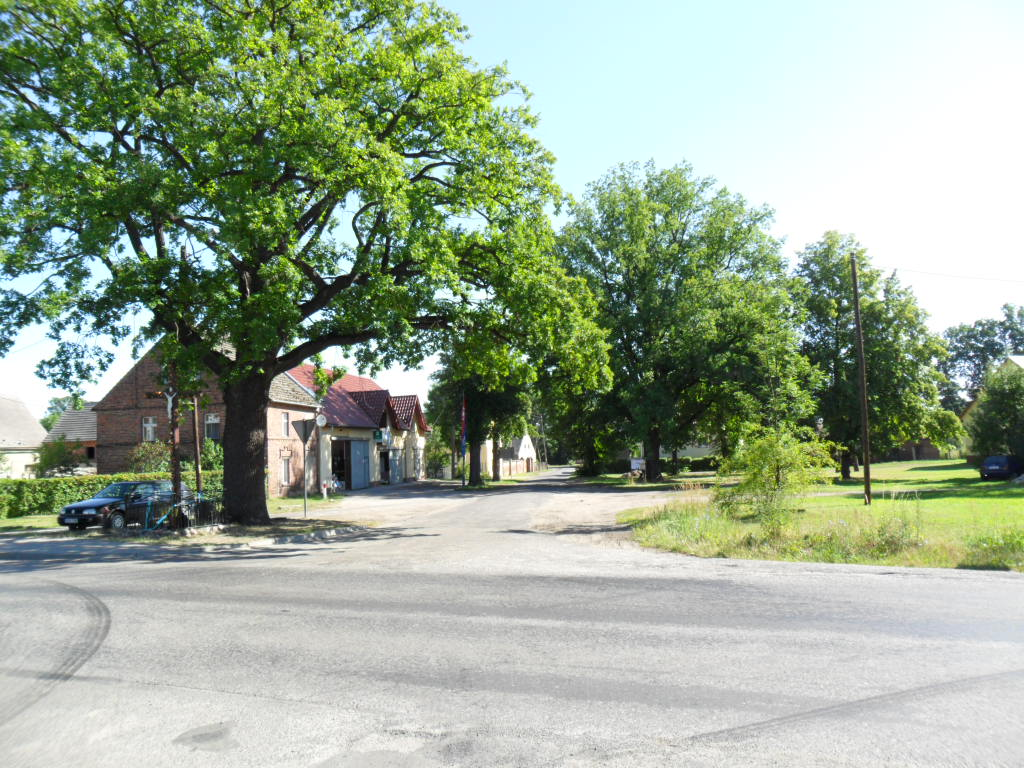
Zabudowania wsi
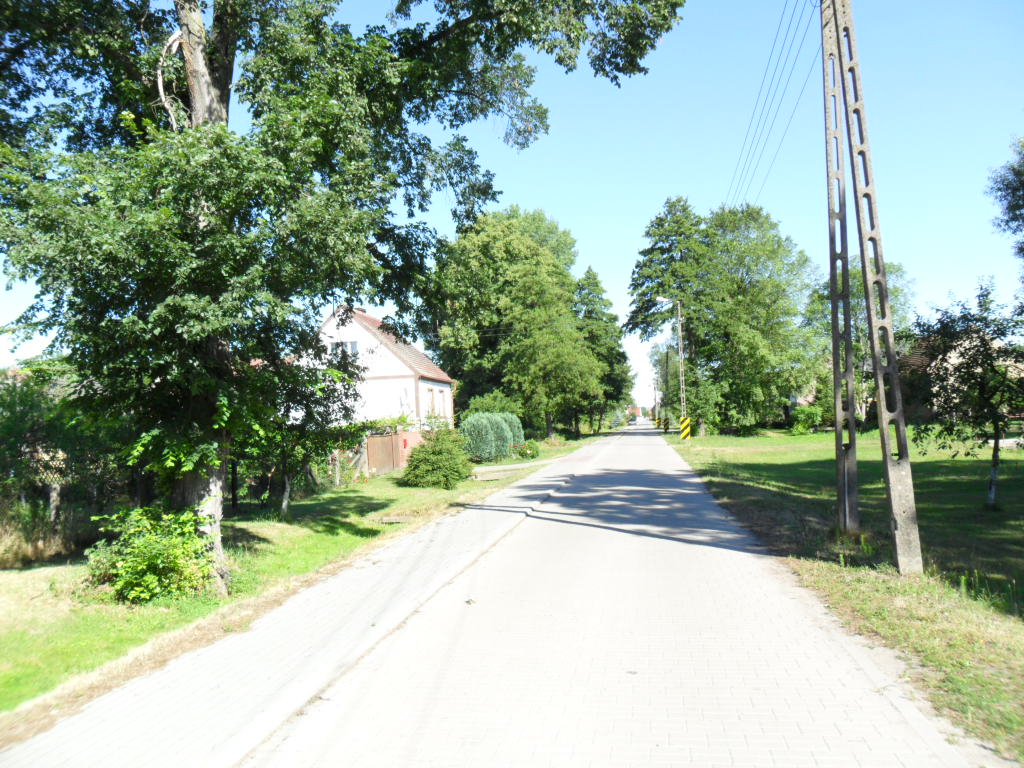
Zabudowania wsi

## Zabytki

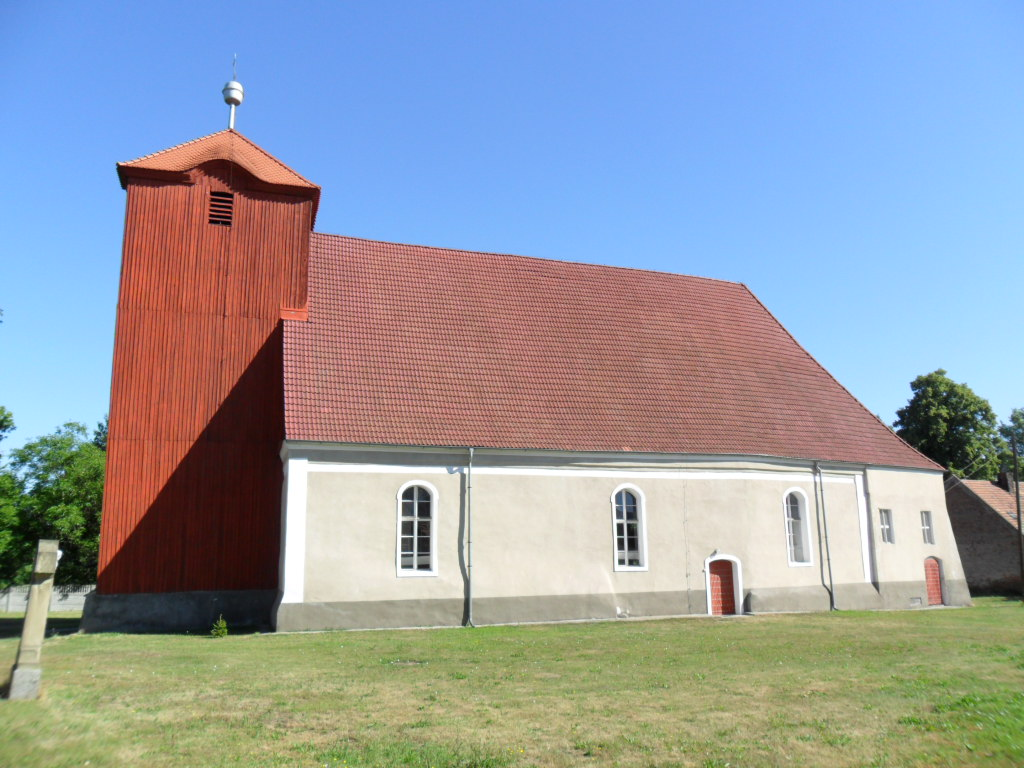
Kościół pw. św. Józefa

Do wojewódzkiego rejestru zabytków wpisany jest:
- kościół pod wezwaniem świętego Józefa, gotycki z XIV wieku[4]. Powiększony w XVIII stuleciu o ceglane przybudówki oraz drewnianą wieżę. Jest to salowa świątynia założona na placu zbliżonym do prostokąta. Posiada wieżę wzniesioną na rzucie kwadratu. Korpus kościoła pokryty jest dachem trójspadowym, a wieża brogowym. Posiada wysokie okna, które w większości są zamknięte łukowato[4]. W przyziemiu wieży znajduje się wejście główne. Drewniany strop belkowy przykrywa wnętrze świątyni, który podparty jest czworobocznymi filarami. Wspierają one jednocześnie szerokie empory. Za ołtarzem znajduje się dobudowana część z pomieszczeniem naziemnym oraz krypta grobowa. Ołtarz główny oraz prospekt organowy z ornamentalno–heraldyczną dekoracją snycerską pochodzi z czasów barokowej przebudowy stargardzkiej świątyni[4].